# In These Times
Pour les articles homonymes, voir ITT.
In These Times (ITT) est un magazine mensuel publié aux États-Unis. Il fut créé en 1971 à Chicago et est de tendance socialiste et compte environ 21,000 lecteurs (2004). Son financement provient de dons et des abonnements puisque c'est une société à but non lucratif.
Tous les articles du magazine sont disponibles sur le site web officiel. Un deuxième site web appelé The ITT List est un blogue où les éditeurs et autres employés de In These Times peuvent écrire de courtes nouvelles et commentaires qui ne sont pas publiés dans le magazine version papier.
Certains des auteurs qui contribuent régulièrement au magazine sont : Barbara Ehrenreich, Lucy Komisar (qui a écrit sur Gladio et l'Affaire Clearstream 1), Laura Flanders, Annette Fuentes, Juan González, David Graeber, Miles Harvey, Paul Hockenos, George Hodak, Doug Ireland, Diana Johnstone, Naomi Klein, Dave Mulcahey, Kim Phillips-Fein, Jeffrey St. Clair, Jane Slaughter, Kurt Vonnegut, Fred Weir et G. Pascal Zachary.